# Attaque par prédiction de branches
Les attaques par prédiction de branches ont été rendues possibles récemment grâce aux nouvelles architectures des processeurs dans lesquels on trouve désormais des unités dédiées aux prévisions des branchements qui peuvent survenir dans les programmes informatiques. Cette unité se situe entre le décodage de l'instruction courante et l'entrée dans le pipeline.